# Marcel Höhlig
Marcel Höhlig (n. 14 aprilie 1979, Rodewisch, Saxonia, Germania) este un sportiv german, medaliat olimpic. A participat la o ediție a Jocurilor Olimpice (2002) în care a câștigat o medalie de argint.

## Participări
Lista de mai jos prezintă principalele competiții la care a participat Marcel Höhlig de-a lungul carierei.
- Nordic combined at the 2002 Winter Olympics – team[*]